# Каусани
Каусани (англ. Kausani, хинди कौसानी) — горная станция в индийском штате Уттаракханд в округе Багешвар. Расположена в 53 километрах от города Алмора. Средняя высота над уровнем моря — 1890 метров. Одной из достопримечательностей Каусани является Анашакти-ашрам, в котором Махатма Ганди провёл несколько дней. Ганди называл этот регион «индийской Швейцарией». Из Каусани открывается красивый вид на Гималайские вершины.